# 黒岩宗久
黒岩宗久（くろいわ・むねひさ　1966年4月19日 - ）は群馬県吾妻郡嬬恋村出身のスケート選手。カルガリーオリンピックに出場した。
引退後は地元の嬬恋村で後進の指導にあたり、宮崎今佐人（トリノオリンピック出場）も指導した。

## 略歴
- 1981年、群馬県立嬬恋高等学校進学後に頭角を表し、インターハイ優勝
- 1984年、専修大学に進学
- 1988年、カルガリーオリンピック男子5000mに出場。メダルが期待されたが27位に終わった。
- 1989年、オスロ世界選手権500mで12位に入る